# Gary Twigg
Pour les articles homonymes, voir Twigg.
Gary Twigg, né le 19 mars 1984 à Glasgow en Écosse, est un footballeur. Il joue actuellement dans le club nord-irlandais du Coleraine.

## Historique
Gary Twigg commence sa carrière de footballeur dans le club anglais de Derby County après être sorti de sa filière de formation. Il fait ses débuts en équipe première à l’âge de 17 ans lors d’un match contre Sunderland AFC en mai 2002. C’est son seul match professionnel de l’année. La saison suivante il fait huit nouvelles apparitions, sept en tant que remplaçant, passant du centre de l’attaque à l’aile gauche en fonction des besoins de l’équipe. En septembre 2003 il est transféré au Burton Albion Football Club. Après avoir transité par les Bristol Rovers il est recruté par le club écossais d’Airdrie United FC en aout 2005. Il trouve enfin une équipe qui le fait jouer : 65 matchs toutes compétitions confondues au total pour 18 buts marqués. Il est même élu joueur du mois en décembre 2006 après avoir marqué 6 buts en 6 matchs consécutifs.
Gary Twigg signe le 5 juillet 2007 un contrat avec le club anglais d’Oxford United. Il se blesse gravement à un genou et se fait opérer en octobre 2007. Il rate ainsi 7 semaines de la saison et ne revient en jeu qu’au mois de décembre. Il n’arrive pas à s’imposer et retourne en Écosse. Il signe alors à Hamilton Academical pour un contrat de 18 mois. Il ne joue que quatre matchs avant d’être placé sur la liste des transferts par la direction du club. Après une courte période à Brechin City FC il part pour l’Irlande et est recruté par le club des Shamrock Rovers.
En février 2009 il suit l’entraineur de Brechin, Michael O'Neill, aux Shamrock Rovers. Il marque son premier but au Tallaght Stadium en mars 2009 lors d’un match contre les Sligo Rovers. Sa première saison parmi les Hoops est en tout point exceptionnelle. Moins d’un mois avant la fin du championnat il est largement en tête du classement des buteurs avec 24 buts marqués. 
Le 30 octobre 2012, Twigg signe un contrat avec le club nord-irlandais de Portadown Football Club. Il ne pourra jouer avec sa nouvelle équipe qu'à partir du mois de janvier.
Le 16 juillet 2016, il rejoint Coleraine.

## Palmarès

### Individuel
- Meilleur buteur du championnat d'Irlande 2009, 2010 et 2012
- meilleur joueur du championnat d'Irlande 2009

### Shamrock Rovers
- Champion d'Irlande 2010 et 2011